# Partido de la Sociedad Nacionalista
El Partido de la Sociedad Nacionalista fue un partido político mexicano que existió entre 1998 y 2003.
El PSN fue partido que se definía como de centro-izquierda nacionalista, que propugnaba por la defensa del nacionalismo como su principal política, tuvo una corta existencia y siempre fue señalado por ser considerado un partido familiar, es decir, en el que una sola familia copaba los principales cargos y aprovechaba sus prerrogativas.
Participó en las Elecciones presidenciales de 2000 como parte de la Coalición Alianza por México que lideraba el Partido de la Revolución Democrática y su candidato Cuauhtémoc Cárdenas Solórzano, lo que le permitió mantener su registro y obtener tres diputados federales, su líder nacional Gustavo Riojas Santana', su esposa Bertha Alicia Simental García y su hermana Norma Patricia Riojas Santana.
En las elecciones legislativas de 2003 perdió el registro por no obtener el mínimo de 2.0% de la votación total y desapareció, posteriormente el Instituto Federal Electoral le aplicó una multa por malversación de fondos y se giró orden de aprehensión contra Riojas Santana, señalado como responsable de estos actos.

## Presidentes del partido
- (1999 - 2003): Gustavo Riojas Santana

## Resultados Electorales

### Presidente de la república
| Elección | Candidato                     | Coalición                  | Votos     | Porcentaje       | Resultado |
| -------- | ----------------------------- | -------------------------- | --------- | ---------------- | --------- |
| 2000     | Cuauhtémoc Cárdenas Solórzano | PRD, PT, Convergencia, PAS | 6 256 780 | \| \| 16.64 % \| | Pierde    |
|          | 16.64 %                       |                            |           |                  |           |

### Diputados federales
|  | 18.67 % |

|  | 0.27 % |

### Senadores de la República
| Elección | Votos        | Votos     | Porcentaje       | Diputados        | Diputados      |
| Elección | Votos        | Votos     | Porcentaje       | Mayoría Relativa | Plurinominales |
| -------- | ------------ | --------- | ---------------- | ---------------- | -------------- |
| 2000     | En coalición | 7 024 374 | \| \| 18.85 % \| | 0/96             | 0/32           |
|          | 18.85 %      |           |                  |                  |                |